# الدوري الأكاديمي الممتاز لكرة القدم 2005–06
الدوري الأكاديمي الممتاز لكرة القدم 2005–06 (بالإنجليزية: 2005–06 Premier Academy League)‏ هي مسابقة إنجلزية تقام للفرق تحت سن 18 عامًا وهي النسخةالتاسعة منذ أن تأسيس الدوري الأكاديمي الممتاز والثانية حسب التكوين الحالي. كانت أول منافسة للموسم في 2005، و في مايو 2006 تم انتهاء الموسم.
فريق ساوثهامبتون تحت 18 كان هو البطل قي المنافسة.